# Josep Gros Camisó
Josep Gros i Camisó, també conegut pel sobrenom d'Antonio el Catalán, (Manresa, 26 de novembre de 1913 - Torrelavega, 13 de juliol de 2009) va ser un activista polític i guerriller comunista català.
Els seus pares eren militants de la CNT. Als 9 anys començà a treballar en un taller de bicicletes i motos. Més tard va treballar de mecànic a les mines de potassa de Súria. El 1934 s'afilià a la secció catalana del Partit Comunista d'Espanya.
Quan el 18 de juliol de 1936 va esclatar la Guerra Civil, formà part de la primera columna del Partit Socialista Unificat de Catalunya (PSUC). Gros va ser a Tardienta (Osca), a les ordres de Manuel Trueba i després a Madrid amb el Regiment Engels. El desembre de 1936 tornà a Aragó, on va iniciar la seva formació com a guerriller.
El febrer de 1937 va ser enviat a l'escola de guerrillers de Valldoreix, dirigida per instructors soviètics que preparaven els guerrillers per combatre en les línies enemigues des de la rereguarda. Josep Gros era a l'escola de guerrillers del XIV Cos d'Exèrcit, en el moment que les tropes republicanes a principis de 1939 es retiraven cap a la frontera. El 10 de febrer de 1939, amb 15 republicans més passaren a França. Allà, va ser retingut al camp de concentració de Sant Cebrià. Embarcat al port de Le Havre el 4 de maig de 1939 en el vaixell Maria Ulianova, va arribar a Leningrad l'11 de maig de 1939. Allà va treballar com a mecànic en una fàbrica de producció de camions i turismes per a l'exèrcit soviètic.
El 22 juny de 1941 començà l'atac per sorpresa del Tercer Reich a la Unió Soviètica. Gros anà al front per dur a terme funcions d'enllaç i, posteriorment, va ingressar en un grup guerriller que es dedicava a fer operacions de destrucció a la rereguarda. Va participar en la defensa de Moscou. Va combatre en un cos d'elit a les repúbliques soviètiques de Belarús i Ucraïna. Durant aquest temps, en una població, va ser ferit en un pulmó per una bala, que li va entrar per l'espatlla.
Actuava a les ordres del famós comandant guerriller Dimitri Medvédev. Gros va lluitar com a guerriller fins al triomf de les forces soviètiques el 1945, quan van entrar a Berlín. Va rebre la Medalla del Valor de la Unió Soviètica el novembre de 1941, per la defensa de Moscou; la Medalla del Guerriller de primer grau, atorgada per fets heroics a la rereguarda alemanya; l'Ordre de la Bandera Roja; la Medalla de la defensa de Moscou i la Medalla de la Victòria.
El 1946, va abandonar la URSS per passar a París. Allà, va dur a terme diferents treballs d'enllaç amb l'interior com home de confiança de Santiago Carrillo. El 1949 va participar en una exploració per estudiar la possible creació d'una base guerrillera a Catalunya. Per encàrrec de la direcció del partit, des de l'agost de 1950 va contactar amb l'Agrupació Guerrillera de Llevant i Aragó per diagnosticar l'estat de l'agrupació i preparar-ne l'evacuació. Aquest és un episodi fosc, i encara poc conegut, en el qual Gros va haver de vèncer la resistència de bona part dels combatents a deixar les armes. Es produïren diverses execucions de guerrillers pels mateixos guerrillers, en un moment en què l'estalinisme feia ús de les desqualificacions i les purgues per resoldre les dissensions internes. Un cop complida la seva missió, va passar a França i a la dècada dels 60 es va establir a Madrid, en la clandestinitat 
Del 1964 al 1975 fou membre del Comitè Central del PCE i posteriorment es va encarregar de la seguretat del partit. Als 70 anys va publicar Abriendo caminos: relatos de un guerrillero comunista español, amb pròleg de Dolors Ibarruri.
El 13 de juliol de 2009 va morir a l'hospital de Sierrallana, a Torrelavega.